# Forget Me Not (film, 2009)
Pour les articles homonymes, voir Forget Me Not.
Pour plus de détails, voir Fiche technique et Distribution.
Forget Me Not est un film d'horreur américain réalisé par Tyler Oliver et sorti en 2009.
La traduction française du titre original est : Souviens-toi.

## Synopsis
Sandy et ses amis sont à une fête et décident d'aller jouer à un jeu auquel ils jouaient dans le cimetière il y a 6 ans de cela, une inconnue va le rejoindre, personne ne la connaît mais Sandy se souviendra d'elle à ses dépens...

## Fiche technique
- Réalisation : Tyler Oliver
- Scénario : Jamieson Stern, Tyler Oliver
- Date de sortie : 22 octobre 2009
- Durée : 103 minutes
- Musique : Elia Cmiral
- Image : Eric Leach

## Distribution
- Carly Schroeder : Sandy
- Cody Linley : Eli
- Micah Alberti : Jake
- Brie Gabrielle : Hannah
- Jillian Murray : Lex
- Zachary Abel : Chad
- Sean Wing (en) : TJ
- Chloe Bridges : Layla
- Brittany Renee Finamore : Angela
- Bella Thorne : Angela (jeune)
- Courtney Biggs : Sandy (jeune)
- Barbara Bain : Sœur Dolores
- Dan Gauthier (en) : Sheriff Mitchell
- Christopher Atkins : Mr. Channing
- Julie Janney : Mrs. Channing
- Marc McTizic : Docteur Warren
- Mark Kemble : Père Michael
- Sam Endicott (en) : Clerk
- Charles Dierkop : Foreman Pete
- Alex Mauriello : Cecilia
- Robby D. Bruce : Jake (jeune)
- Joey Luthman (en) : Eli (jeune)
- Kenton Duty : Chad (jeune)